# Рау, Джо
Джозеф Патрик Рау (англ. Joseph Patrick Rau; 17 марта 1991, Чикаго, Иллинойс, США) — американский борец греко-римского и борец вольного стиля, многократный победитель панамериканского чемпионата по греко-римской борьбе.

## Старшей школе
Рау выступал за среднюю школу Святого Патрика в Чикаго, но так и не занял призовых мест на турнире штата Иллинойс. Он был членом сборной Иллинойса, двукратным чемпионом конференции и чемпионом штата по вольной борьбе.

## Колледж
В колледже Элмхерст он выступал под руководством тренера Стива Марианетти, бывшего чемпиона NCAA. В 2012 году Рау занял третье место на Кубке Канады по вольной борьбе.  В 2013 году он стал чемпионом III дивизионе NCAA в весовой категории до 184 фунтов (до 83,4 кг). Он является трехкратным чемпионом III дивизиона NCAA и чемпионом университетских национальных соревнований 2014 года. Рау был признан борцом года конференции, спортсменом года колледжа Элмхерст и дважды становился призером чемпионата Мидлендса. 

## Взрослая карьера
Джо Рау — двукратный член World Team (2014, 2019) и двукратный чемпион Открытого чемпионата США (2016, 2019).
В 2013 году он стал вторым на международном турнире New York AC и занял четвертое место на Открытом чемпионате США. 
В 2014 году Рау стал чемпионом II World Team Trials. В сентябре 2014 года в Ташкенте он участвовал на чемпионате мира в весовой категории до 80 кг, где он в первой схватке на стадии 1/16 финала на туше проиграл в первом раунде Йонасу Боссерту из Швейцарии.. Он выиграл золото на чемпионате University Nationals Championships и на Northern Plains Regional Championships.
В апреле 2015 года, в Сантьяго, одолев в финале Виктора Монтеро из Венесуэлы, Рау стал победителем Панамериканского чемпионата, а также в том 2015 году он выиграл множество других внутренних и международных турниров: Senior Nationals & Trials Qualifier, Bill Farrell International Tournament и Grand Prix Zagreb Open. Кроме того, он занял второе место на Мемориале Дейва Шульца, третье место на Гран-при Испании и Гран-при Венгрии. Он занял четвертое место на открытом чемпионате США. 
В апреле 2016 году в городе Айова-Сити он выиграл отборочные соревнования U.S. Olympic Team Trials. В январе 2016 года он завоевал серебряную медаль на Гран-при Загреба, в марте 2016 года занял 3 место на Панамериканском отборочном турнире к Олимпийским играм в Рио-де-Жанейро. В мае 2016 года он занял девятое место на 2-м мировой квалификационный турнир, так и не добыв Олимпийскую лицензию. 
В 2017 году, не сумев пройти отбор на чемпионат мира по греко-римской борьбе, он получил место в отборочных соревнованиях по вольному стилю, пройдя последний квалификационный отбор. Рау занял второе место в отборочных соревнованиях на чемпионат мира США и Открытом чемпионате США. 
В 2018 году Рау завоевал золото на турнире памяти Юрия Лаврикова в России и на международном турнире памяти Билла Фаррелла по вольной борьбе в Нью-Йорке. В греко-римской борьбе он занял третье место на международном турнире памяти Билла Фаррелла. Он занял второе место на Кубке Хапаранды в Швеции и на Открытом чемпионате США. Он занял четвертое место на турнире World Team Trials Challenge по вольной борьбе.
В 2019 году он стал победителем турнира Final X, где в финале одержал победу над Бене Провизором, на последних секундах схватки. Рау выиграл US Open и занял третье место на Мемориале Дейва Шульца в январе 2019 года в греко-римском стиле, а в вольной борьбе он занял четвертое место на том же турнире. 
В начале марта 2020 года в Оттаве Рау, одолев в финале колумбийца Карлоса Муньоса, выиграл на Панамериканский чемпионат. В середине марта 2020 года на Панамериканском отборочном турнире к Олимпийским играм в Токио ему удалось завоевать лицензию для США в весовой категории до 87 кг. В конце июня 2020 года в Чикаго, одолев в финале Пэта Дауни, стал победителем благотворительного борцовского шоу Rumble of the Rooftop («Битва на крыше»).
В апреле 2021 года он не смог одержать победу на американском отборочном турнире на Олимпиаду, на которую отправился Джон Стефанович. В 2021 году он занял пятое место на нескольких международных турнирах в Европе: Гран-при Загреба в Хорватии, турнире в Венгрии и рейтинговом турнире Маттео Пелликоне в Италии.
4 мая 2023 года в Буэнос-Айресе, победив в финале Кевина Мехию из Гондураса, он одержал победу на Панамериканском чемпионате.

## Достижения
- Панамериканский чемпионат по борьбе 2015 — ;
- Панамериканский чемпионат по борьбе 2020 — ;
- Панамериканский чемпионат по борьбе 2023 — ;